# Maistriv, Novohrad-Volînskîi
Maistriv (în ucraineană Майстрів) este localitatea de reședință a comunei Maistriv din raionul Novohrad-Volînskîi, regiunea Jîtomîr, Ucraina.

## Demografie
Componența lingvistică a localității Maistriv
     Ucraineană (97,07%)
     Rusă (2,93%)
Conform recensământului din 2001, majoritatea populației localității Maistriv era vorbitoare de ucraineană (97,07%), existând în minoritate și vorbitori de rusă (2,93%).